# Семенково (Кимрский район)
Семёнково — деревня в Кимрском районе Тверской области. Входит в состав Центрального сельского поселения.

## География
Находится в юго-восточной части Тверской области на расстоянии приблизительно 7 км на север-северо-восток по прямой от районного центра города Кимры в левобережной части района.

## История
Известна была с 1635 года как деревня с 7 дворами. В 1780-х годах 17 дворов, в 1806 — 10, в 1887 — 22.

## Население
Численность населения: 130 человек (1780-е годы), 61 (1806), 86 (1887), 7 (русские 100 %) в 2002 году, 8 в 2010.